# Колібрі чубатий
Колі́брі чубатий (Orthorhyncus cristatus) — вид серпокрильцеподібних птахів родини колібрієвих (Trochilidae). Мешкає на Пуерто-Рико та на Малих Антильських островах.

## Опис

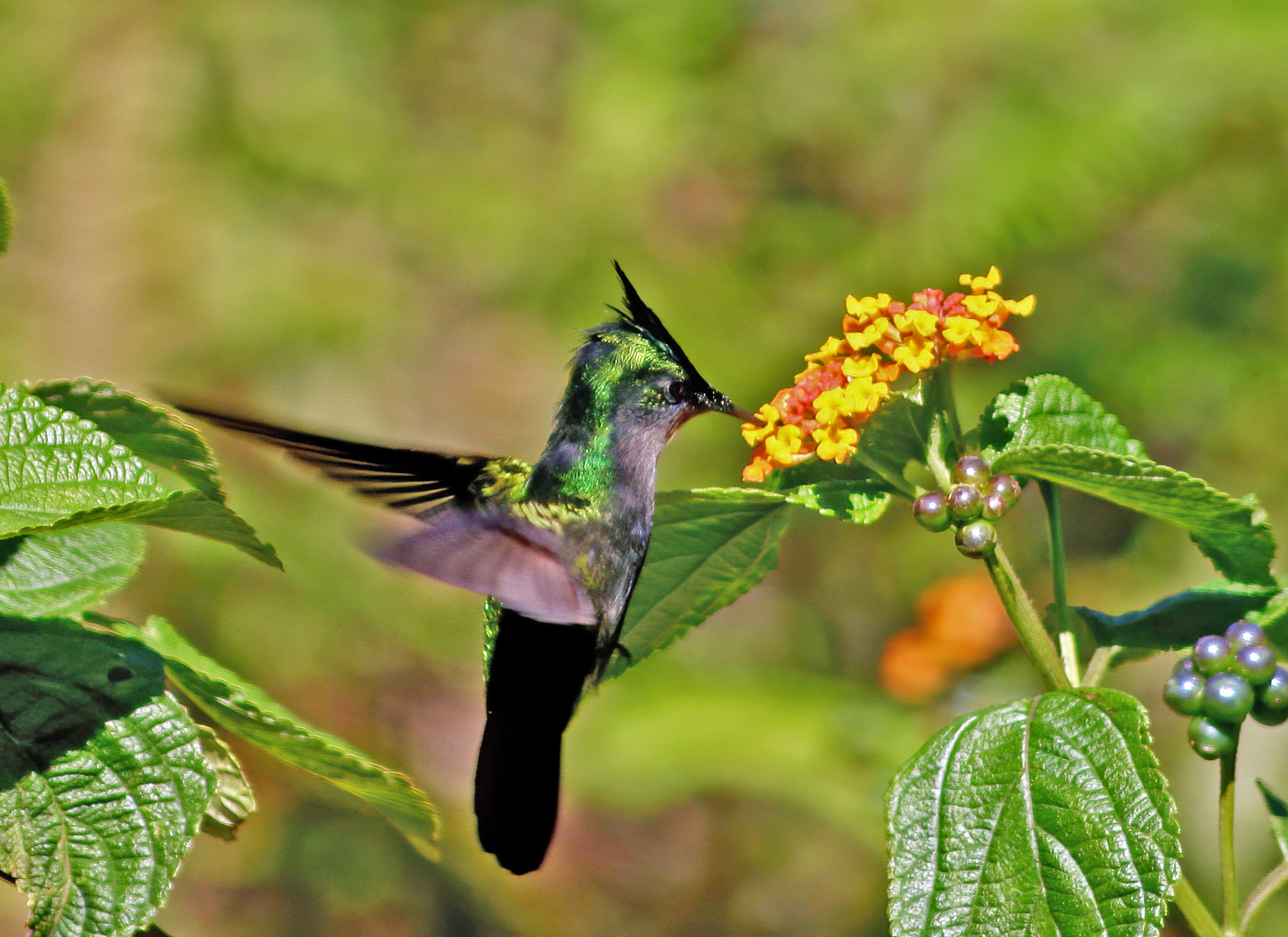
Чубатий колібрі

Довжина птахів становить 8-9,5 см, самці важать 4 г, самиці 3,5 г. Виду притаманний статевий диморфізм. У самців верхня частина тіла тьмяно-бронзово-зелена або оливково-зелена з металевим відблиском. На голові помітний зелений чуб, пера на ньому мають матевалево зелені або яскраво-синьо-зелені кінчики. Нижня частина тіла чорнувата. Хвіст чорний, округлої форми. Дзьоб прямий, короткий, чорний, довжиною 7,5-10 мм.
У самців верхня частина голови і верхня частина тіла у них бронзово-зелені з металевим відблиском, чуб на голові у них відсутній. Нижня частина тіла у них світло-сіра. Хвіст чорний, округлої форми, чотири крайні стернових пера мають широкі білувато-сірі кінчики. Дзьоб прямий, короткий, чорний, довжиною 9-12 мм.. Забарвлення молодих птахів є подібне до забарвлення самиці, однак пера на голові у них мають коричнюватий відтінок.
У самців підвиду O. c. exilis чуб повністю зелений або дещо синьо-зелений на кінчику. У самців підвиду O. c. ornatus  кінчик чуба контрастно синій. У самців підвиду O. c. cristatus чуб золотисто-зелений або смарагдово-зелений, на кінці фіолетовий. Самці підвиду O. c. emigrans є схожі на представників номінативного підвиду, однак чуб у них більш фіолетовий, а горло блідо-сіре. Самиці різних підвидів дещо різняться за відтінком нижньої частини тіла.

## Таксономія
Чубатий колібрі був описаний шведським натуралістом Карлом Ліннеєм у 1758 році, в десятому виданні його праці «Systema Naturae» під назвою Trochilus cristatus. Лінней опирався на більш ранній опис, зроблений англійським натуралістом Джорджем Едвардсом у 1743 році в праці «A Natural History of Uncommon Birds». Пізніше чубатий колібрі був переведений до монотипового роду Orthorhyncus, введеного французьким натуралістом Бернаром де ла Вілєм де Ласепедом у 1799 році. Типовою місцевістю чубатого колібрі є острів Барбадос.

## Підвиди
Виділяють чотири підвиди:
- O. c. exilis (Gmelin, JF, 1788) — від Пуерто-Рико через Малі Антильські острови до Сент-Люсії;
- O. c. ornatus Gould, 1861 — острів Сент-Вінсент;
- O. c. cristatus (Linnaeus, 1758) — острів Барбадос[9];
- O. c. emigrans Lawrence, 1877 — Гренада і Гренадини.

## Поширення і екологія
Чубаті колібрі мешкають на Карибах, бродячі птахи спостерігалися на півдні Флориди. Вони живуть у вологих і сухих тропічних лісах, на узліссях, у вторинних заростях, на плантаціях, в парках і садах. Зустрічаються переважно на висоті до 500 м над рівнем моря, у липні-серпні трапляються на більшій висоті. Живляться нектаром квітучих чагарників з родів Lantana і Euphorbia, ліан і дерев, зокрема з родів Capparis, Hibiscus, Bauhinia, Tabebuia і Delonix. Птахи шукають нектар в усіх ярусах лісу, однак віддають перевагу підліску. Також вони доповнють свій раціон дрібними безхребетними, яких збирають з рослинності або ловлять в польоті.

Гніздо і яйця чубатого колібрі (MHNT)

Чубаті колібрі гніздяться протягом всього року, переважно з березня по червень. Гніздо чашоподібне, встелюється м'якими рослинними волокнами, зовні покривається шматочками листя, лишайниками, мохом і корою, розміщується серед тонких гілочок чагарника або серед ліан, на висоті від 1 до 3 м над землею. В кладці 2 білих яйця розміром 11,6×8,2 мм. Інкубаційний період триває 17-19 днів. Пташенята покидають гніздо через 19-21 день після вилуплення. Вони стають повністю самостійними через 3-4 тижні, а набувають статевої зрілості у віці 2 років.
Чубатий колібрі є першим зареєстрованим видом птахів, який став жертвою хижих павуків з ряду фринів (Amblypygi), однак невідомо, чи павук спіймав живого птаха, оскільки він був найдений вже мертвим. Також ці птахи іноді стають жертвами анолісів Anolis stratulus. Чубаті колібрі нападають не лише на інших колібрі, а й на інших птахів, рептилій і комах, що не конкурують з ними, що може призвести до локального скорочення біорізноманіття.